# قاعة وستمنستر

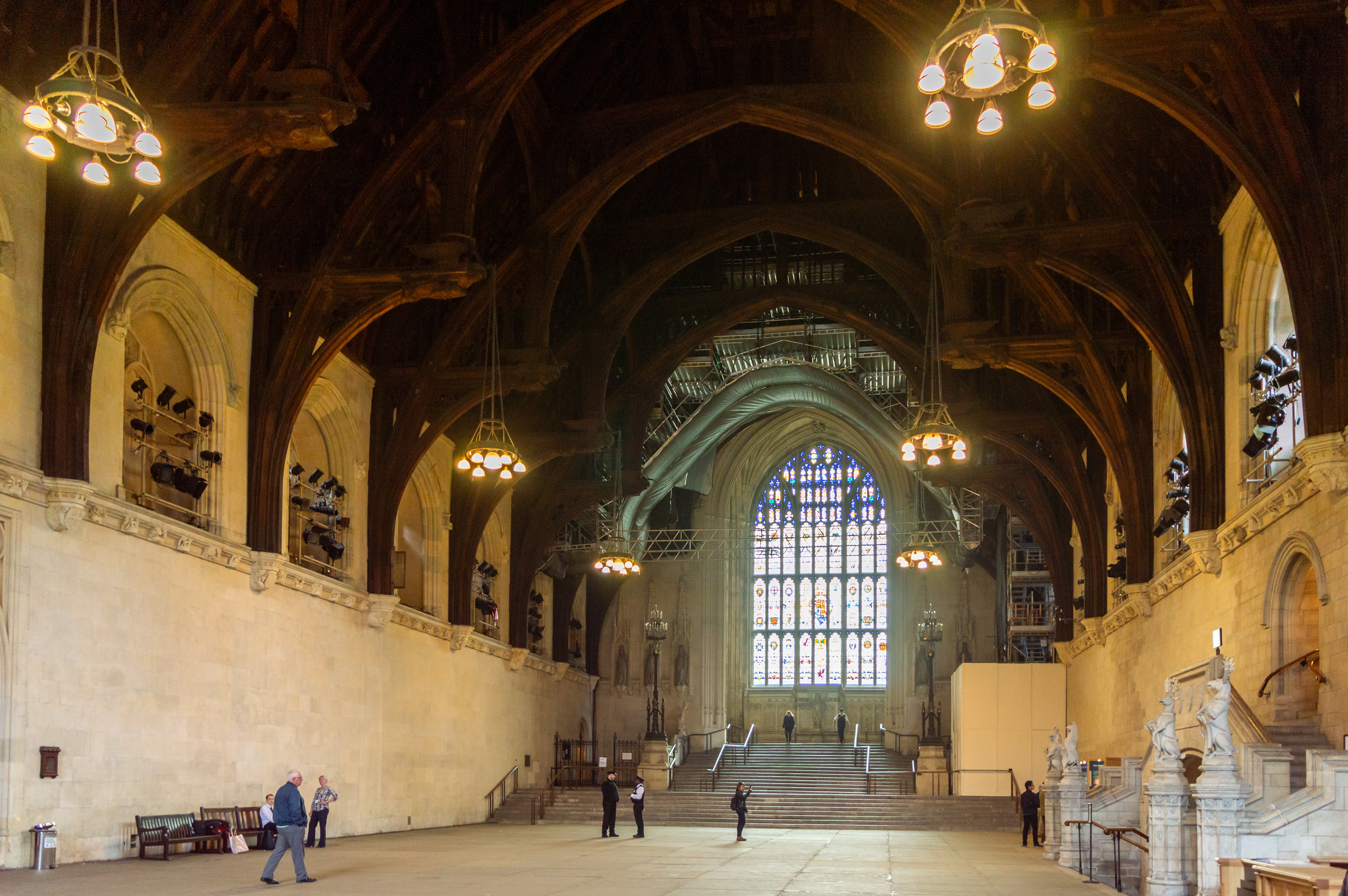
الجزء الداخلي من القاعة

قاعة وستمنستر هي قاعة كبيرة من العصور الوسطى وهي جزء من قصر وستمنستر في لندن، إنجلترا. بُنيت في عام 1097 لويليام الثاني (ويليام روفوس)، وكانت في ذلك الوقت أكبر قاعة في إنجلترا، وربما في أوروبا.  تتميز القاعة بشكل خاص بسقفها المطرقي، وهو شكل نموذجي للعمارة القوطية الإنجليزية التي تستخدم الجمالونات الأفقية لتمتد لمسافات كبيرة. كلّف ريتشارد الثاني النجار الملكي هيو هيرلاند لبناء السقف في عام 1393.  وهو أكبر سقف شفاف من العصور الوسطى في إنجلترا، حيث يبلغ قياسه 20.7 مترًا × 73.2 مترًا (68 × 240 قدمًا).  أعاد البناء الرئيسي هنري ييفيل تصميم بقية القاعة. تشمل عمليات التجديد ثلاثة وثمانين تصويرًا فريدًا لشعار ريتشارد المفضل، وهو غزال أبيض مقيد بالسلاسل مستريح. 
استُخدمت قاعة وستمنستر لأغراض متنوعة، بما في ذلك لأغراض قضائية، من القرن الثاني عشر إلى القرن التاسع عشر. استُخدمت القاعة لإلقاء البرلمان خطابات خاصة على الملك، وفي حالات نادرة، كانت مقرًا لخطابات مشتركة أمام مجلسي البرلمان في المملكة المتحدة. استُخدمت لاستضافة مآدب التتويج حتى عام 1821، ومنذ القرن العشرين، أصبحت المكان المعتاد لإقامة مراسم دفن الملك والجنازات الرسمية.

## تاريخ
خدمت قاعة وستمنستر العديد من الوظائف. حتى القرن التاسع عشر، كانت تُستخدم بانتظام لأغراض قضائية، حيث كانت تضم محكمة مقعد الملك ومحكمة الدعاوى العامة ومحكمة المستشارية. في عهد هنري الثاني (1154-1189) أنشأ مرسوم ملكي جلسة ثابتة للقضاة في القاعة. في عام 1215، نصت الماجنا كارتا على أن هذه المحاكم ستعقد جلساتها بانتظام في القاعة لراحة المتقاضين.  في عام 1875، دُمجت المحاكم الثلاث في محكمة العدل العليا، والتي استمرت في وجود غرف مجاورة لقاعة وستمنستر حتى انتقلت إلى مبنى المحاكم الملكية الجديدة آنذاك في عام 1882.  
بالإضافة إلى المحاكم العادية، كانت قاعة وستمنستر مسرحًا لمحاكمات الدولة المهمة، بما في ذلك محاكمات العزل ومحاكمات تشارلز الأول وويليام والاس وتوماس مور وجون فيشر وجاي فوكس وتوماس وينتوورث، إيرل سترافورد الأول واللوردات الاسكتلنديين المتمردين في انتفاضتي 1715 و1745 ووارن هاستينجز.

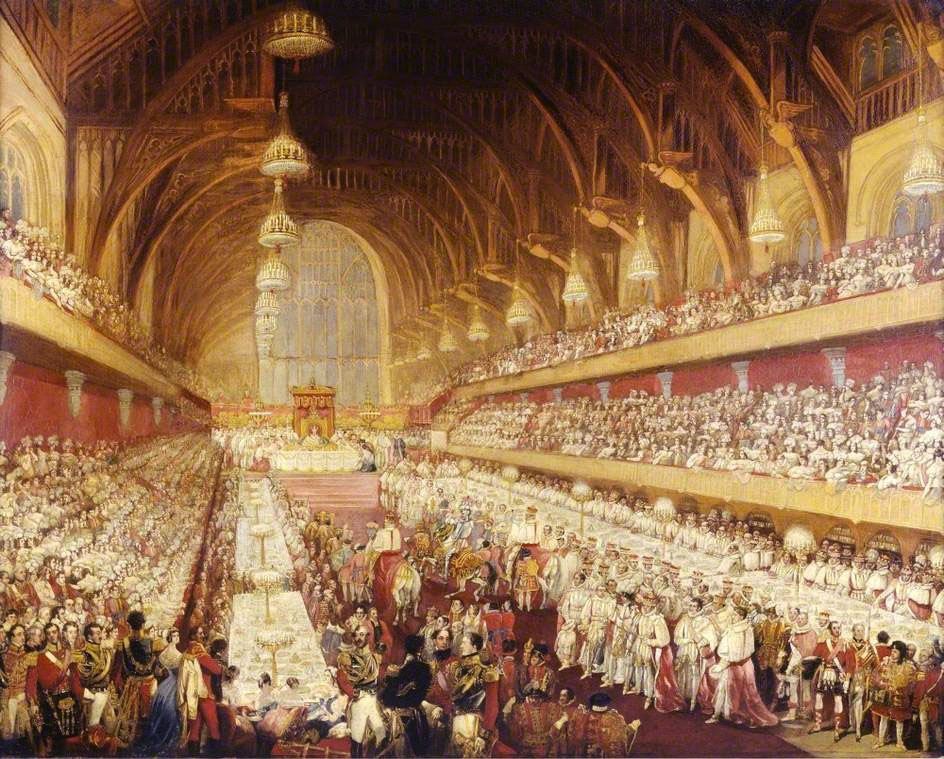
أقيم حفل تتويج جورج الرابع في قاعة وستمنستر في عام 1821، وكان الأخير من نوعه؛ ولم يتم إقامة أي حفل مماثل منذ ذلك الحين.

من القرن الثاني عشر إلى القرن التاسع عشر، أُقيمت في القاعة مآدب تتويج لتكريم الملوك الجدد. كانت آخر مأدبة تتويج للملك جورج الرابع، التي أُقيمت عام 1821؛  تخلى خليفته، ويليام الرابع، عن الفكرة لاعتبارها باهظة التكلفة.
منذ أواخر القرن التاسع عشر، استُخدمت القاعة كمكان لوضع الجثمان في الجنازات الرسمية والاحتفالية. عادةً ما يُخصص هذا التكريم للملك ولزوجاته؛ وكان غير أفراد العائلة المالكة الوحيدين الذين حصلوا عليه في القرن العشرين هم فريدريك روبرتس، إيرل روبرتس الأول (1914)، والضحايا الثمانية والأربعون لتحطم المنطاد ار 101 (1930)  وونستون تشرشل (1965). في عام 1910، استُخدمت القاعة لوضع جثمان إدوارد السابع، يليه جورج الخامس في عام 1936وجورج السادس في عام 1952 وماري تيك في عام 1953، والملكة إليزابيث الملكة الأم في عام 2002، وإليزابيث الثانية في عام 2022.   وفي المناسبة الأخيرة، مر ما يقرب من 250,000 معزي أمام النعش، مما أدى إلى انفصال أرضية يوركستون. 
ألقى مجلسا البرلمان خطاباتٍ احتفاليةً أمام التاج في قاعة وستمنستر في مناسباتٍ عامةٍ هامة. على سبيل المثال، أُلقيت الخطابات في اليوبيل الفضي للملكة إليزابيث الثانية (1977)، واليوبيل الذهبي (2002)، واليوبيل الماسي (2012)؛ والذكرى السنوية الـ 300 للثورة المجيدة (1988)، والذكرى الخمسين لنهاية الحرب العالمية الثانية (1995)، وتولي تشارلز الثالث العرش (2022).
يُعتبر امتيازًا نادرًا لزعيم أجنبي أن تتم دعوته لمخاطبة كلا مجلسي البرلمان في قاعة وستمنستر. منذ الحرب العالمية الثانية، كان الزعماء الوحيدون الذين دعوا لذلك هم الرئيس الفرنسي شارل ديغول في عام 1960، والرئيس الجنوب أفريقي نيلسون مانديلا في عام 1996، والبابا بنديكتوس السادس عشر في عام 2010، والرئيس الأمريكي باراك أوباما في عام 2011، وزعيمة المعارضة البورمية أون سان سو تشي في عام 2012، والرئيس الأوكراني فولوديمير زيلينسكي في عام 2023.      كانت أون سان سو تشي أول شخص غير رئيس دولة يُمنح شرف مخاطبة أعضاء البرلمان واللوردات في قاعة وستمنستر.

### القرن العشرين
في ليلة العاشر من مايو عام 1941، وفي ذروة الغارات الجوية، تعرّض قصر وستمنستر لقنابل حارقة. وكان السياسي الاسكتلندي والتر إليوت قريبًا، فوجّه رجال الإطفاء لإعطاء الأولوية لإنقاذ القاعة التي تعود للعصور الوسطى بدلًا من قاعة مجلس العموم، التي اشتعل سقفها أيضًا، وحطّم بابًا يؤدي إلى القاعة بفأس لإدخال خراطيم المياه.
يقع النصب التذكاري للحرب البرلمانية أسفل نافذة الزجاج الملوّن في نهاية رواق القديس ستيفن من القاعة. يعرض على ثماني لوحات أسماء أعضاء المجلسين، وموظفي البرلمان، وأبنائهم الذين سقطوا أثناء خدمتهم في الحرب العالمية الأولى. تُخلّد النافذة أعلاه، التي شُيّدت عام 1952، ذكرى أعضاء المجلسين وموظفي البرلمان الذين سقطوا في الحرب العالمية الثانية. في عام 2012، وُضعت نافذة جديدة من الزجاج الملوّن، مُقابلة لهذه النافذة في الطرف الآخر من القاعة، تخليدًا لليوبيل الماسي للملكة إليزابيث الثانية. 
بعد الإصلاحات التي أُجريت عام 1999، أصبح مجلس العموم يستخدم قاعة اللجنة الكبرى المجاورة لقاعة وستمنستر كقاعة إضافية للمناقشة. (على الرغم من أنها ليست جزءًا من القاعة الرئيسية، إلا أنها تُعرف عادةً باسم قاعة مناقشات وستمنستر). وعلى النقيض من قاعة مجلس العموم، حيث تواجه مقاعد الحكومة والمعارضة بعضها البعض مباشرةً، فإن المقاعد في قاعة اللجنة الكبرى مُصممة على شكل حرف U، وهو نمط يهدف إلى عكس الطبيعة غير الحزبية للمناقشات هناك.

## بناء

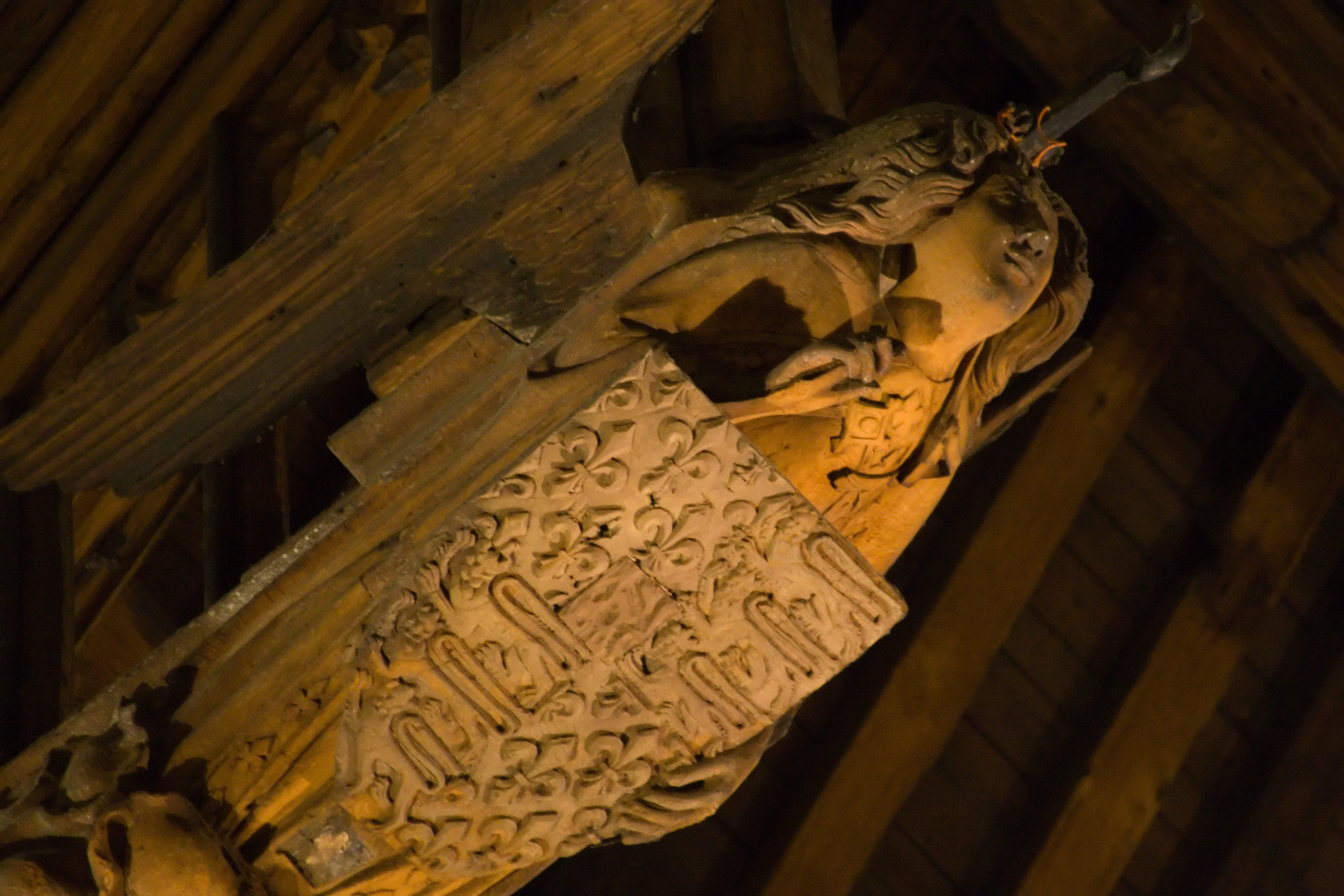
أحد حوامل الملائكة التي تدعم السقف؛ يحمل شعار النبالة لإنجلترا المستخدم بشكل متقطع بين عامي 1340 و1406

تتميز القاعة بسقفها ذي العوارض المطرقة، والذي أمر ببناءه ريتشارد الثاني في عام 1393.  وقد بناه النجار الملكي، هيو هيرلاند، ويعتبر "أعظم إبداع في العمارة الخشبية في العصور الوسطى" حيث أنشأ مساحة مفتوحة ضخمة واحدة، مع منصة في النهاية. احتفظ هنري ييفيل، كبير باني ريتشارد، بالأبعاد الأصلية، وأعاد بناء الجدران، مع خمسة عشر تمثالًا بالحجم الطبيعي للملوك موضوعة في محاريب. بدأ الملك هنري الثالث إعادة البناء في عام 1245، ولكن بحلول وقت ريتشارد كان قد توقف لأكثر من قرن. وشملت تجديدات ريتشارد تكرارات لشارته الشعارية المفضلة - أيل أبيض مقيد بسلسلة وفي وضعية راحة - والتي تكررت ثلاثًا وثمانين مرة دون أن تكون أي منها نسخة طبق الأصل من أخرى. 
سقف قاعة وستمنستر هو أكبر سقف من العصور الوسطى في إنجلترا، حيث يبلغ طوله 20.7 مترًا وعرضه 73.2 مترًا (68 قدمًا وعرضه 240 قدمًا).  جاءت أخشاب البلوط المستخدمة في السقف من الغابات الملكية في هامبشاير ومن الحدائق في هيرتفوردشاير ومن ويليام كروزير من ستوك دابيرنون، الذي زود بأكثر من 600 شجرة بلوط من سري؛ ومن مصادر أخرى. وقد جُمعت بالقرب من فارنهام، على بعد 56 كيلومترًا. تسجل الحسابات العدد الكبير من العربات والقوارب التي سلمت الأخشاب المفصلة إلى وستمنستر للتجميع. 
التصميم الأصلي للسقف غير معروف. يُعتقد أنه حتى القرن الثالث عشر أو الرابع عشر، لم يتمكن النجارون من صنع سقف أعرض بكثير من طول الأخشاب المتوفرة، ومع ذلك لم يُعثر على أي دليل على وجود أعمدة داعمة. 

## فجر جديد
الفجر الجديد هو عمل فني زجاجي من تصميم ماري برانسون، تم تركيبه في قاعة وستمنستر في عام 2016. يحتفل العمل بحملة حق المرأة في التصويت، وهو مضاء بمستويات ضوء تتغير وفقًا لمستوى المد والجزر في نهر التايمز.   

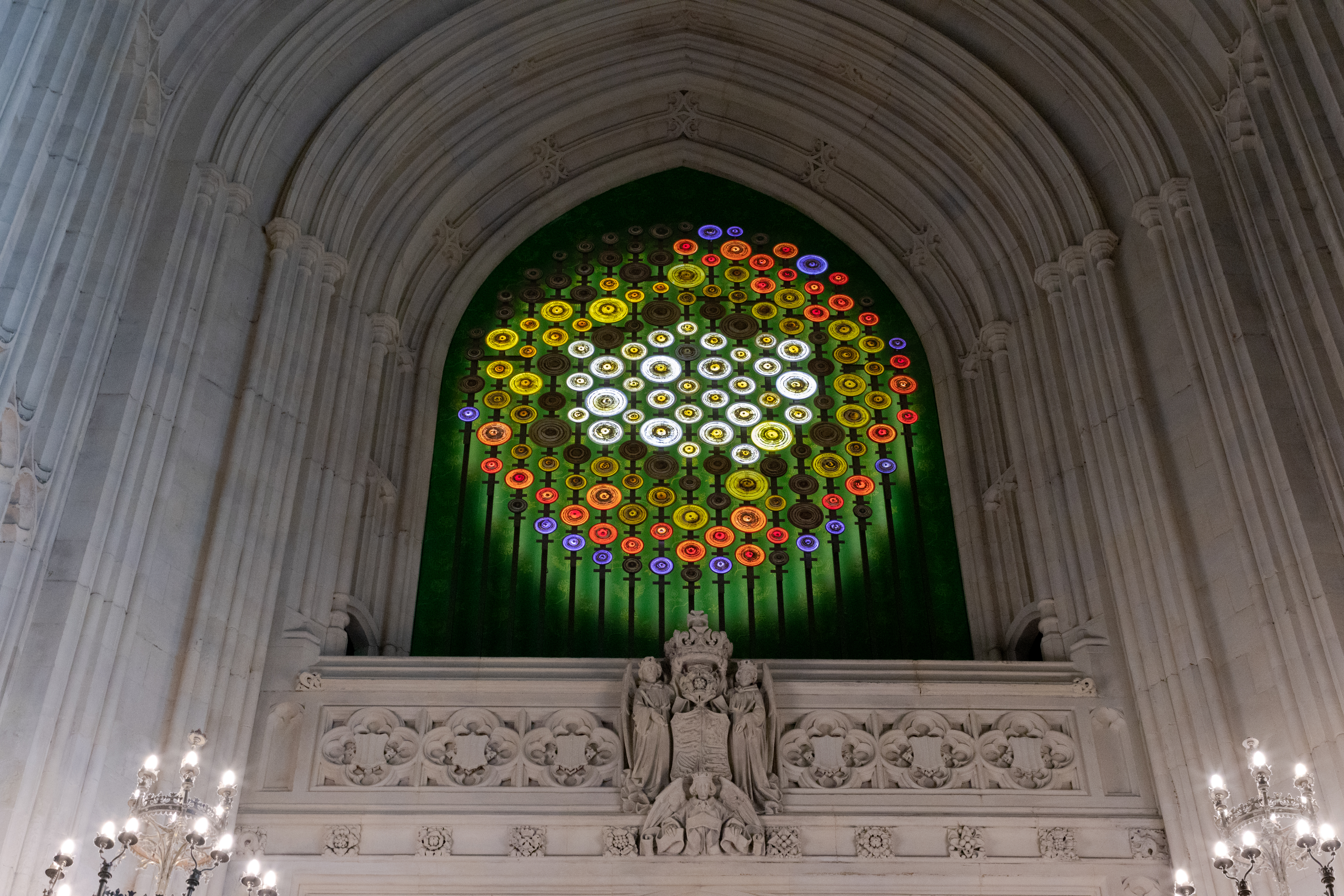
زجاج الفجر الجديد في قاعة وستمنستر